# Olympische Sommerspiele 1972/Teilnehmer (Schweden)
| Gelbes Symbol für Goldmedaillen mit stilisierten Olympischen Ringen | Graues Symbol für Silbermedaillen mit stilisierten Olympischen Ringen | Braundes Symbol für Bronzemedaillen mit stilisierten Olympischen Ringen |
| ------------------------------------------------------------------- | --------------------------------------------------------------------- | ----------------------------------------------------------------------- |
| 4                                                                   | 6                                                                     | 6                                                                       |

Schweden nahm an den Olympischen Sommerspielen 1972 in München mit einer Delegation von 131 Athleten (104 Männer und 27 Frauen) an 90 Wettkämpfen in 18 Sportarten teil. Fahnenträger bei der Eröffnungsfeier war der Reiter Jan Jönsson.

## Teilnehmer nach Sportarten

### Bogenschießen
| Männer - Olle Boström Einzel: 27. Platz - Gunnar Jervill Einzel: Silber - Rolf Svensson Einzel: 16. Platz | Frauen - Anna-Lisa Berglund Einzel: 34. Platz - Maj-Britt Johansson Einzel: 19. Platz |

### Boxen
Männer
- Ove Lundby
Bantamgewicht: 2. Runde

- Hasse Thomsén
Schwergewicht: Bronze

### Fechten
| Männer - Rolf Edling Degen. Einzel: 5. Platz Degen, Mannschaft: 7. Platz - Carl von Essen Degen, Einzel: 1. Runde Degen, Mannschaft: 7. Platz - Orvar Jönsson Degen, Einzel: 2. Runde Degen, Mannschaft: 7. Platz - Per Sundberg Florett, Einzel: 1. Runde Degen, Mannschaft: 7. Platz - Hans Wieselgren Degen, Mannschaft: 7. Platz | Frauen - Kerstin Palm Florett, Einzel: 5. Platz |

### Gewichtheben
Männer
- Hans Bettembourg
Mittelschwergewicht: Bronze

- Ove Johansson
Superschwergewicht: 9. Platz

### Handball
Männer
- 7. Platz

- Kader
Björn Andersson
Bo Andersson
Dan Eriksson
Lennart Eriksson
Johan Fischerström
Göran Hård af Segerstad
Bengt Johansson
Benny Johansson
Jan Jonsson
Lars Karlsson
Michael Koch
Olle Olsson
Sten Olsson
Thomas Persson
Bertil Söderberg
Frank Ström

### Judo
Männer
- Tommy Tegelgård
Mittelgewicht: 19. Platz

### Kanu
| Männer - Rolf Peterson Kajak-Einer, 1000 Meter: Silber - Berndt Andersson & Bo Berglund Kajak-Zweier, 1000 Meter: Halbfinale - Lars Andersson, Per Larsson, Hans Nilsson & Gunnar Utterberg Kajak-Vierer, 1000 Meter: 8. Platz - Bernt Lindelöf & Eric Zeidlitz Canadier-Zweier, 1000 Meter: 8. Platz | Frauen - Ing-Marie Svensson Frauen, Kajak-Einer, 500 Meter: 8. Platz |

### Leichtathletik
| Männer - Daniel Björkgren 50 Kilometer Gehen: 13. Platz - Ricky Bruch Diskuswurf: Bronze - Erik Carlgren 4 × 400 Meter: 7. Platz - Jan Dahlgren Hochsprung: 11. Platz - Gunnar Ekman 1500 Meter: Halbfinale - Anders Faager 400 Meter: Viertelfinale 4 × 400 Meter: 7. Platz - Bo Forssander 110 Meter Hürden: Vorläufe - Anders Gärderud 5000 Meter: Vorläufe 3000 Meter Hindernis: Vorläufe - Lennart Hedmark Zehnkampf: Aufgabe nach 3. Wettkampf - Ulf Högberg 1500 Meter: Halbfinale - Stefan Ingvarsson 50 Kilometer Gehen: 15. Platz - Kjell Isaksson Stabhochsprung: kein gültiger Versuch in der Qualifikation - Ingemar Jernberg Stabhochsprung: 9. Platz - Hans Lagerqvist Stabhochsprung: 7. Platz - Kenth Öhman 4 × 400 Meter: 7. Platz - Ulf Rönner 4 × 400 Meter: 7. Platz - Hans Tenggren 50 Kilometer Gehen: 12. Platz | Frauen - Linda Haglund 100 Meter: Vorläufe 4 × 100 Meter: disqualifiziert in den Vorläufen - Inger Knutsson 1500 Meter: Halbfinale - Ann Larsson 4 × 400 Meter: Vorläufe - Lotta Malmström 4 × 400 Meter: Vorläufe - Anne-Marie Nenzell 1500 Meter: Vorläufe - Anneli Olsson 4 × 100 Meter: disqualifiziert in den Vorläufen - Gun Olsson 100 Meter Hürden: Vorläufe 4 × 100 Meter: disqualifiziert in den Vorläufen - Elisabeth Randerz 4 × 400 Meter: Vorläufe - Karin Lundgren 400 Meter: Viertelfinale 4 × 100 Meter: disqualifiziert in den Vorläufen 4 × 400 Meter: Vorläufe |

### Moderner Fünfkampf
Männer
- Björn Ferm
Einzel: 6. Platz
Mannschaft: 5. Platz

- Bo Jansson
Einzel: 24. Platz
Mannschaft: 5. Platz

- Hans-Gunnar Liljenwall
Einzel: 25. Platz
Mannschaft: 5. Platz

### Radsport
Männer
- Lennart Fagerlund
Straßenrennen: 42. Platz
100 Kilometer Mannschaftszeitfahren: 6. Platz

- Tord Filipsson
100 Kilometer Mannschaftszeitfahren: 6. Platz

- Leif Hansson
Straßenrennen: DNF
100 Kilometer Mannschaftszeitfahren: 6. Platz

- Bernt Johansson
Straßenrennen: DNF

- Sven-Åke Nilsson
Straßenrennen: 44. Platz
100 Kilometer Mannschaftszeitfahren: 6. Platz

### Reiten
- Ulla Håkansson
Dressur, Einzel: 6. Platz
Dressur, Mannschaft: Bronze

- Åke Hultberg
Springen, Einzel: 17. Platz

- Jan Jönsson
Vielseitigkeitsreiten, Einzel: Bronze

- Maud von Rosen
Dressur, Einzel: 8. Platz
Dressur, Mannschaft: Bronze

- Ninna Swaab
Dressur, Einzel: 10. Platz
Dressur, Mannschaft: Bronze

### Ringen
Männer
- Roland Andersson
Halbschwergewicht, griechisch-römisch: 2. Runde
Halbschwergewicht, Freistil: 2. Runde

- Kurt Elmgren
Mittelgewicht, Freistil: 4. Runde

- Jan Karlsson
Weltergewicht, griechisch-römisch: Bronze 
Weltergewicht, Freistil: Silber

- Jan Kårström
Mittelgewicht, griechisch-römisch: 3. Runde

- Per Lindholm
Bantamgewicht, griechisch-römisch: 4. Runde

- Lennart Svensson
Halbfliegengewicht, Freistil: 3. Runde

- Per Svensson
Schwergewicht, griechisch-römisch: 2. Runde

### Rudern
Männer
- Lennart Bälter
Einer: Hoffnungslauf

### Schießen
- Curt Andersson
Schnellfeuerpistole: 31. Platz

- Gert-Åke Bengtsson
Skeet: 42. Platz

- Göte Gåård
Laufende Scheibe: 6. Platz

- Kjell Jacobsson
Freie Pistole: 10. Platz

- Christer Jansson
Kleinkaliber, Dreistellungskampf: 22. Platz
Kleinkaliber, liegend: 36. Platz

- Sven Johansson
Freies Gewehr, Dreistellungskampf: 23. Platz
Kleinkaliber, Dreistellungskampf: 26. Platz
Kleinkaliber, liegend: 39. Platz

- Karl-Axel Karlsson
Laufende Scheibe: 8. Platz

- Johnny Påhlsson
Trap: 5. Platz

- Ragnar Skanåker
Freie Pistole: Gold

- Lars-Erik Söderberg
Skeet: 29. Platz

### Schwimmen
| Männer - Anders Bellbring 400 Meter Freistil: Vorläufe 1500 Meter Freistil: Vorläufe 4 × 200 Meter Freistil: 4. Platz 4 × 100 Meter Lagen: Vorläufe - Bengt Gingsjö 400 Meter Freistil: 6. Platz 1500 Meter Freistil: 4. Platz 4 × 200 Meter Freistil: 4. Platz 400 Meter Lagen: 6. Platz - Gunnar Larsson 400 Meter Freistil: Vorläufe 4 × 200 Meter Freistil: 4. Platz 200 Meter Lagen: Gold 400 Meter Lagen: Gold 4 × 100 Meter Lagen: Vorläufe - Hans Ljungberg 200 Meter Freistil: Vorläufe 4 × 200 Meter Freistil: 4. Platz 200 Meter Lagen: 8. Platz 4 × 100 Meter Lagen: Vorläufe - Rolf Pettersson 200 Meter Freistil: Vorläufe - Anders Sandberg 100 Meter Rücken: Vorläufe 200 Meter Rücken: Vorläufe 4 × 100 Meter Lagen: Vorläufe - Bernt Zarnowiecki 200 Meter Freistil: Vorläufe | Frauen - Eva Andersson 100 Meter Freistil: Vorläufe 4 × 100 Meter Freistil: 6. Platz - Inger Andersson 100 Meter Freistil: Vorläufe - Irwi Johansson 4 × 100 Meter Freistil: 6. Platz - Diana Olsson 4 × 100 Meter Freistil: 6. Platz 100 Meter Rücken: Vorläufe 4 × 100 Meter Lagen: 8. Platz - Jeanette Pettersson 100 Meter Brust: Halbfinale 200 Meter Brust: Vorläufe - Britt-Marie Smedh 100 Meter Brust: 7. Platz 200 Meter Brust: Vorläufe 4 × 100 Meter Lagen: 8. Platz - Eva Wikner 100 Meter Schmetterling: Halbfinale 200 Meter Schmetterling: Vorläufe 4 × 100 Meter Lagen: 8. Platz - Anita Zarnowiecki 4 × 100 Meter Freistil: 6. Platz 200 Meter Lagen: Vorläufe 400 Meter Lagen: Vorläufe 4 × 100 Meter Lagen: 8. Platz |

### Segeln
- Thomas Lundqvist
Finn-Dinghy: 5. Platz

- Pelle Petterson & Stellan Westerdahl
Star: Silber

- John Albrechtson & Ingvar Hansson
Tempest: 4. Platz

- Peter Kolni & Ulf Nilsson
Flying Dutchman: 12. Platz

- Bo Knape, Stefan Krook, Stig Wennerström & Lennart Roslund[1]
Soling: Silber

- Jörgen Sundelin, Peter Sundelin & Ulf Sundelin
Drachen: 6. Platz

### Turnen
Frauen
- Marie Lundqvist-Björk
Einzelmehrkampf: 69. Platz in der Qualifikation
Boden: 85. Platz in der Qualifikation
Pferd: 61. Platz in der Qualifikation
Stufenbarren: 66. Platz in der Qualifikation
Schwebebalken: 85. Platz in der Qualifikation

### Wasserspringen
Frauen
- Agneta Henrikson
Kunstspringen: 6. Platz

- Ulrika Knape
Kunstspringen: Silber 
Turmspringen: Gold